# 希氏帚麗鯛
希氏帚麗鯛，為輻鰭魚綱鱸形目隆頭魚亞目慈鯛科的其中一種，分布於非洲庫內內河、奧塔萬戈河、三比西河、Kafue河流域，體長可達48公分，棲息在水較深的溪流、氾濫區，以蝸牛、昆蟲幼蟲、貝類為食，於夏初繁殖，生活習性不明，可作為食用魚及遊釣魚。

## 擴展閱讀
維基物種上的相關：希氏帚麗鯛